# Hans Andersson (friidrottare)
Hans Andersson, född 20 augusti 1945, en svensk friidrottare (400 m häck). Han tävlade för IF Göta och vann SM-guld på 400 meter häck år 1974 och 1975.